# Aliaskhab Kebekov
Aliaskhab Alibulatovich Kebekov aussi connu sous le nom de Ali Abu Muhammad (russe : Абдул-Халим Саламович Сайдулаев, Али Абу Мухаммад), né le 1er janvier 1972 et mort le 19 avril 2015, était un militant islamiste daghestanais. Il fut émir de l'Émirat du Caucase à la suite du décès de son prédécesseur, Dokou Oumarov.
Il est tué le 19 avril 2015 par les forces de sécurité russes lors d'opérations spéciales dans la colonie de Gerei-Avlak à Bouïnaksk.
Étant d'ethnie avar, il était le premier non-tchétchène à devenir un émir de l'Émirat du Caucase.